# C
Cは、ラテン文字（アルファベット）の3番目の文字。小文字は c 。
ギリシア文字のΓ（ガンマ）の字体に由来し、キリル文字のГも同系である。これに対し、キリル文字のСは別字で、ラテン文字のSに相当する文字である。

## 字形

筆記体

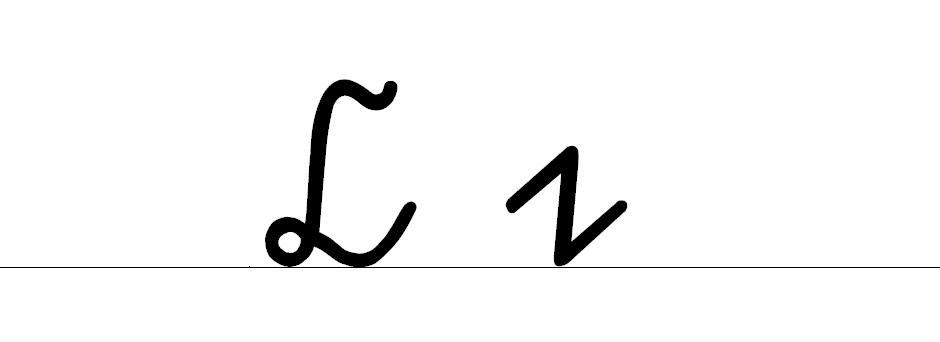
ジュッターリーン体

大文字、小文字とも半円形ないし不完全な円である。
フラクトゥールでは{\displaystyle {\mathfrak {C\ c}}}のようである。

## 歴史
ギリシア文字のΓ（ガンマ）の字体には、「く」の字の角度で書かれたものを丸めた字体もあり、これに由来する。
古ラテン語期には /k/ 音および /g/ 音の双方をこの文字で表していたが、後に C を変形した G の文字が作られ /g/ 音を担うように分化し、C は /k/ のみを表すようになった。
ラテン語期を経て俗ラテン語期に入ると前舌母音の前に位置する場合に限り軟音化が進んだ（音価節参照）。
いっぽうラテン文字を使う西/南スラブ系の言語などでは C を [ts] と発音する用法が発達した。19世紀にサンスクリットの研究が進むと、サンスクリットの持つ子音 [c] および [cʰ] （いずれも日本語のチャ行に近い音）を（ ch および chh ではなく）c および ch で表すことが定着し、c を常にこのような音価に用いる用法は、後にはインドネシア語の正書法などに受け継がれた。

## 呼称
- 拉：ケー
- 英: cee（スィー）/siː/
- 蘭・葡：セー
- 仏・西：セ
- 越：セー、コー
- 波：ツェ /tsɛ/
- 独・洪・捷・斯：ツェー /tseː/, /tsɛː/
- エス：ツォー
- 伊：チ /tʃi/
- 羅：チェ /tʃe/
- 尼：チェー
- 土：ヂェ /dʒe/
- 日：シー /ɕiː/

## 音価
現代では多くの言語の正書法や音標記号などにおいて用いられるが、その流儀は大きく2つに分類できる。

### Cの置かれた位置によって2種類の音を表す正書法
元来のラテン語の c は常に [k] で発音された。
後世の言語においても、a · o · u · l · r などの前の c はラテン語時代と変わらない [k] 音を保っている。
また、フランス語やルーマニア語などでは語末に c を置く単語がいくらかあり、これらも [k] で発音する。
（例） フランス語: lac ［ラック］ 「湖」、ルーマニア語: bec ［ベック］ 「電球」

#### 軟音化
俗ラテン語時代になると一部の転訛が始まり、c の直後に“前舌母音”（ e · i · y · æ ）が来る場合に限り、その影響を受けて、c を [c] （「ティ」と「キ」の間のような子音）や [ʧ] （「チャチュチョ」のような子音）で発音するようになった。これを軟音化と呼ぶ。
元来の [k]と発音するのを「固い (hard) c」、摩擦音 (/s/) や破擦音で発音するのを「柔らかい (soft) c」と呼ぶ (固いCと柔らかいC)。
時代が下りロマンス諸語が分化するにつれ、この音はさらに多様な音へと分化した。現在のロマンス諸語の正書法は、こうした自然の音変化を受け継いだものである。また、フランス語の影響を大きく受けた英語でも、同様の読み方をする。
- c を常に [k] で発音する - ラテン語
（例）caelum「空」［カェルム］
- e · i [6] の前の c を [ʧ] と発音する - イタリア語、ルーマニア語
（例） イタリア語: cielo ［チエーロ］ 「空」 （ < 俗ラテン語: celo ［チェーロ］［キェーロ］ < ラテン語: cælum ［カェルム］ ）
- e · i ( · y [6] ) の前の c を [s] と発音する - フランス語、英語、ポルトガル語、スペイン語（ラテンアメリカ）、カタルーニャ語など。
（例） フランス語: ciel ［スィエル］ 「空」 （ 由来は上に同じ ）
- e · i [6] の前の c を [θ] と発音する - スペイン語（スペイン本土）
（例） スペイン語: cielo ［シエロ］ 「空」 （ 由来は上に同じ ）

#### 英仏語のCとヨーロッパの言語
上記以外のヨーロッパ圏の言語では c をこのように使い分けることはないが、ラテン語やフランス語、英語などから c を含む単語を借用する場合、e · i · y ( · ä  ) の前の c を z, c, s などに、a · o · u · l · r の前の c は k に、それぞれ置き換えて用いるのが伝統的であった。一例を挙げれば:
- ドイツ語: Konzert ［コンツェルト］
- チェコ語: koncert ［コンツェルト］
- スウェーデン語: konsert ［コンセート］

いずれも英語やフランス語の concert 「コンサート、演奏会」の借用で、各言語の規則にしたがって字を置き換えたものである。

#### ベトナム語
ベトナム語の正書法「クオック・グー」では c はつねに [k] を表すが、その位置は a, o, u などの前や音節末に限られる。
その他の場所では [k] 音に k や q を用いる。
わかりやすく言うと、ka, kê, ki, kô, ku, kwôk などと書けば済みそうなところ、わざわざ c や q を持ち込んで、ca, kê, ky, cô, cu, quôc などと表記するルールだが、もともとクオック・グーはフランス人宣教師によって考案されたものであり、考案の際にロマンス諸語的な表記法を大いに参考にしたことがこうした部分にもよく表れているといえる。

### Cの位置にかかわらず破擦音などを表す用法

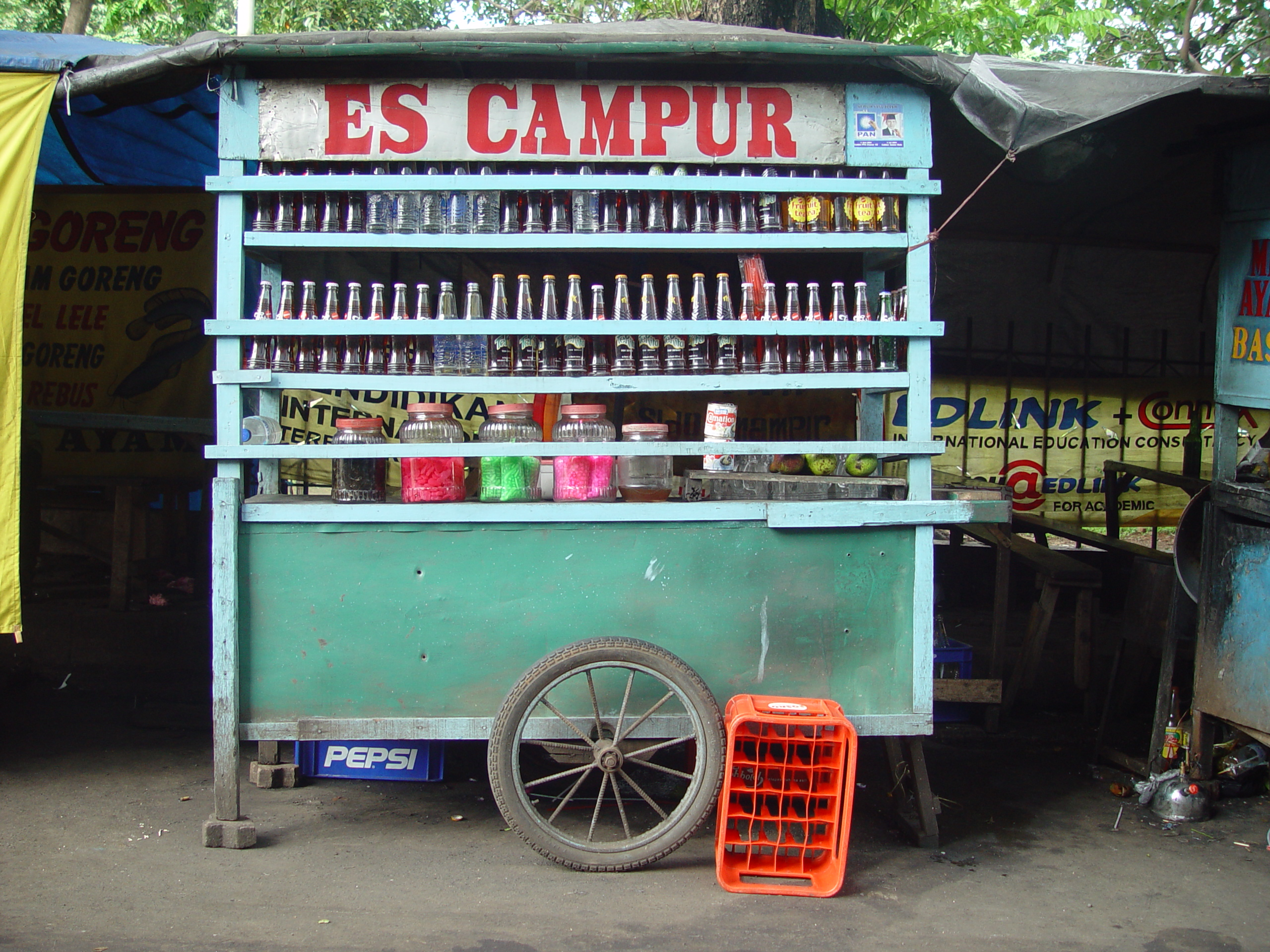
インドネシア風かき氷 es campur を売るジャカルタ市内の屋台。「エス・チャンプル」と発音する。

#### 正書法
- ポーランド語、チェコ語、スロバキア語、スロベニア語などのスラヴ系言語、バルト語派に分類されるラトビア語、リトアニア語、その他ハンガリー語やアルバニア語など、ラテン文字を用いる東欧の言語の多くでは、c は後続音の如何にかかわらず、常に [ts] 音を表す。ポーランド人ルドヴィコ・ザメンホフの考案によるエスペラントもまた同様である。
（例） ハンガリー語: cukor ［ツコル］ 「砂糖」
- また中国語のピンインにおいては、“息を出さない「ツ」音” [ts] を z と書くのに対して、“息を強く出す「ツ」音” [tsʰ] を c と表している。
（例） 中国語: cānkǎo 参考 ［ツァンカオ］ 「参考にする」
- 東欧以外のいくつかの言語では c を [ʧ] の音標とするものがある。インドネシア語やマレー語はその代表である。
（例） インドネシア語: cokelat ［チョクラッ］ 「チョコレート」
- トルコ語や、トルコ語に倣って正書法を定めたアゼルバイジャン語などでは、c は [dʒ] （ヂャ行のような子音）を表し、[ʧ] にはセディーユ付きの ç が当てられている。
（例） トルコ語: cuma ［ヂュマー］ 「金曜日」

#### その他
- 国際音声記号では、[c] は 無声硬口蓋閉鎖音を表す。
- ラテン文字による正書法のない言語などで音素寄りの音標文字としてラテン文字を使う場合は、c は [c] や [ʧ] の音に当てることが多い。主要な例としてサンスクリットがある。また日本人になじみの深い例として、アイヌ語のラテン文字表記を挙げることができる。

（例） サンスクリット: candraḥ ［チャンドラ］ 「月」、アイヌ語: cise ［チセ］ 「家」
- ズールー語、コサ語では吸着音の一種、歯吸着音[ǀ]を表す。

### 記号付き文字、多重音字などについて
- 各種ダイアクリティカルマークの付いた c については、#関連項目を参照。
- 二重音字としては、ゲルマン系の言語で ck [k] が広く定着しているほか、多くの言語で ch が様々に使われている。 後者については ch を参照のこと。
- 国際音声記号で用いる ɔ や ɕ については、それぞれの項目を参照。

## Cの意味

### 学術的な記号・単位
- 百を意味する数字。語源はラテン語で「百」を意味するcentum。ないしその派生語の略。
  - 1/100 を表すSI接頭辞センチ（小文字）。
  - ¢は英語ではセントと読み、基本通貨単位（ユーロやドルなど）の1/100を表す単位として多くの国で使われる（国によって呼び名は異なる）。
  - ローマ数字の百。
- 十二を意味する数字。十六進法や二十進法など、十三進法以上(参照: 位取り記数法#Nが十を超過)において十二（十進法の12）を一桁で表すために用いられる。
- circa (c.)　  通例、年代と共に用いて、およそ、約、...の頃の意。 「c.1162–1227」は、1162年頃生まれ・1227年没（正確）。
- 炭素の元素記号。
- 電荷の単位クーロンのシンボル。
- 温度を示すセルシウス度（摂氏）で用いられる記号（℃）。
- 数学では一般に既知の数、集合、行列等を示す、A, Bに次ぐ文字として用いられる。
- 大文字太字の Cは、数学において複素数 (complex number) 全体の集合を表す。
- 中心化群 CG(S)
- 関数の滑らかさ Ck
- 定数 (constant) を表す。特に積分定数を表す時は通例大文字。
- nCm は組合せ (combination) の総数。
- 対称操作のひとつである回転を表現する記号。具体的な使用例は分子対称性を参照。
- 実数連続体の基数。
- 光速度（celeritas）を表す（小文字）。
- 自然科学では熱容量・電気容量（capasity、大文字だが比熱容量を表す際は小文字）、濃度(concentration)、光度 （カンデラ:candela）を示す文字に用いる。電気容量を表すことから、回路素子のコンデンサ (condenser, capacitor) を表す際にも用いる
- 加熱を示すときに用いられる場合がある。加熱を表すフランス語「Chauffage」の略。
- トランジスタの端子の1つ。コレクタ (collector)
- CPUのコア(core)のこと。
- C言語。プログラミング言語の1つ。ここから派生した言語であるC++と組み合わせてC/C++と表記されることもある。
- 虫歯を表す。また C1 - C4 （CはCariesの頭文字。）でその進行度を表す。
- 文法で、補語 (complement)、可算名詞 (countable) の略号。
- 音楽で用いられる拍子の1つ、4 分の 4拍子の記号は大文字の C に似ているが、起源的に関係がない。
- カラー印刷などで使われる基本色 YMC, YMCK の中のシアン (Cyan)。
- 音楽で用いられる音名の1つ（英米式、ツェー（独式））。イタリア式で「do」（ド）、日本式では「ハ」に相当。 → ハ (音名)
  - 音階の1番目の音であることから、日本の音楽・芸能関係者の間で1を表す隠語として使われる。例：C（ツェー）万=1万（円）
- 写真の印画紙の面種が光沢仕上げ (crystal) であることを意味する。対する絹目はS (silk) で示す。
- 視力検査で用いられるランドルト環は、Cを基にしている。
- ケッペンの気候区分の温帯を表すC
- マクロ経済学で、Cは消費 (consumption)を表す。また、cは限界消費性向を表す。

### その他の記号
- 野球で捕手（キャッチャー、英:Catcher）を表す略称。
- サッカーで主将（キャプテン、英:captain）を表す略称。キャプテンマークなどに「C」と表示。
- アメリカンフットボールでセンター。
- バスケットボールでセンター。
- 大文字のCを丸で囲んだ著作権マークは著作権 (Copyright) を表す記号。マルC。「©」
- 鉄道の駅ナンバリングにおける路線記号。
  - 東京メトロ千代田線 (Chiyoda)
  - 富山地方鉄道富山軌道線・富山港線 (Chihō)
  - JR草津線
  - Osaka Metro中央線・近鉄けいはんな線 (Chūō)
  - JR境線
- 体操競技の技の難度の1つ。現在はB難度の上、D難度の下。「ウルトラC」という言葉は、これに由来する（この言葉の生まれた当時は、3ランク制でC難度が最高だった）。
- 日本国有鉄道の機関車で、動軸が3軸の形式に付される記号。C62、EC40など。
- 日本で電車の用途を表す記号で、運転台付きの車両（制御車）のこと。電動車、付随車を表す記号と組み合わせて、Mc、Tcのように表される。
- 創造 (creation) の頭文字。多くの日本企業で社名などに用いられている。
- 古代ローマ人の個人名ガイウス (Gaius) の略。
- 日本のプロ野球球団広島東洋カープ (Carp) の略号。
- Jリーグのクラブのセレッソ大阪 (Cerezo) 。
  - また、中央大学（陸上部・野球部）、智辯学園（高校野球部、高校陸上部、高校野球部、高校陸上部、和歌山高校野球部、和歌山高校野球部等）及び中京大学附属中京高等学校（陸上部・野球部）等の教育機関でも略号として使われている。
- 軍用航空機の形式で輸送機を表す記号。
- 民間航空機の登録番号（レジスタ）における国籍表示でカナダを表す。
- 人名の敬称「ちゃん」を表す。紙媒体ではマルC（©）、WWWや電子メールでは全角小文字のC（ｃ）が主に使われる。1990年代後半から日本語コミュニティにおいて10代前半を中心に流行（同様に、「くん」はK）。
- （古）男女関係の進行段階で、肉体関係 (H)。
- 欧州の自動車のカテゴリー、全長を基準に設定されている記号。Cセグメント。VW・ゴルフ、トヨタ・カローラ等が代表的な車種である。
- コンピュータエンターテインメントレーティング機構のレーティング表示において15歳以上対象を表す（2006年3月以降）。
- 「チャーリー」フォネティックコードの第三コード。
- シティグループのニューヨーク証券取引所証券コード（ティッカーシンボル）
- 旅客機の座席区分でビジネスクラスを表す。
- 「C調」は通常ハ長調を意味するが、「いい調子」をひっくり返したジャズ・音楽業界の隠語でもある。1960年代から一般に広まる。現在はほぼ死語。
  - 「C調気分で-」というフレーズの入った曲が存在する（サザンオールスターズ）。
- C○○（○○は数字）でコミックマーケット○○（通算○○回目のコミックマーケット）を示す。

### 商品名・作品名
- 「C」 - 中山美穂のデビュー曲。
- 「C」 (アルバム) - 中山美穂のデビューアルバム。
- C (Base Ball Bearのアルバム) - Base Ball Bearのアルバム。
- メルセデス・ベンツ・Cクラス。
- いすゞ自動車が発売していたバスシリーズ（CLM・CJM・CJAなど）。いすゞ・C系を参照。
- C (アニメ) - フジテレビジョン系列で放送のテレビアニメ。

## 符号位置
| 大文字 | Unicode | JIS X 0213 | 文字参照            | 小文字 | Unicode | JIS X 0213 | 文字参照            | 備考                     |
| ------ | ------- | ---------- | ------------------- | ------ | ------- | ---------- | ------------------- | ------------------------ |
| C      | U+0043  | 1-3-35     | &#x43; &#67;        | c      | U+0063  | 1-3-67     | &#x63; &#99;        | 半角                     |
| Ｃ     | U+FF23  | 1-3-35     | &#xFF23; &#65315;   | ｃ     | U+FF43  | 1-3-67     | &#xFF43; &#65347;   | 全角                     |
| Ⓒ      | U+24B8  | ‐          | &#x24B8; &#9400;    | ⓒ      | U+24D2  | 1-12-35    | &#x24D2; &#9426;    | 丸囲み                   |
| 🄒      | U+1F112 | ‐          | &#x1F112; &#127250; | ⒞      | U+249E  | ‐          | &#x249E; &#9374;    | 括弧付き                 |
| 𝐂      | U+1D402 | ‐          | &#x1D402; &#119810; | 𝐜      | U+1D41C | ‐          | &#x1D41C; &#119836; | 太字                     |
| 𝐶      | U+1D436 | ‐          | &#x1D436; &#119862; | 𝑐      | U+1D450 | ‐          | &#x1D450; &#119888; | イタリック体             |
| 𝑪      | U+1D46A | ‐          | &#x1D46A; &#119914; | 𝒄      | U+1D484 | ‐          | &#x1D484; &#119940; | イタリック体太字         |
| 𝒞      | U+1D49E | ‐          | &#x1D49E; &#119966; | 𝒸      | U+1D4B8 | ‐          | &#x1D4B8; &#119992; | 筆記体                   |
| 𝓒      | U+1D4D2 | ‐          | &#x1D4D2; &#120018; | 𝓬      | U+1D4EC | ‐          | &#x1D4EC; &#120044; | 筆記体太字               |
| ℭ      | U+212D  | ‐          | &#x212D; &#8493;    | 𝔠      | U+1D520 | ‐          | &#x1D520; &#120096; | フラクトゥール           |
| ℂ      | U+2102  | ‐          | &#x2102; &#8450;    | 𝕔      | U+1D554 | ‐          | &#x1D554; &#120148; | 黒板太字                 |
| 𝕮      | U+1D56E | ‐          | &#x1D56E; &#120174; | 𝖈      | U+1D588 | ‐          | &#x1D588; &#120200; | フラクトゥール太字       |
| 𝖢      | U+1D5A2 | ‐          | &#x1D5A2; &#120226; | 𝖼      | U+1D5BC | ‐          | &#x1D5BC; &#120252; | サンセリフ               |
| 𝗖      | U+1D5D6 | ‐          | &#x1D5D6; &#120278; | 𝗰      | U+1D5F0 | ‐          | &#x1D5F0; &#120304; | サンセリフ太字           |
| 𝘊      | U+1D60A | ‐          | &#x1D60A; &#120330; | 𝘤      | U+1D624 | ‐          | &#x1D624; &#120356; | サンセリフイタリック     |
| 𝘾      | U+1D63E | ‐          | &#x1D63E; &#120382; | 𝙘      | U+1D658 | ‐          | &#x1D658; &#120408; | サンセリフイタリック太字 |
| 𝙲      | U+1D672 | ‐          | &#x1D672; &#120434; | 𝚌      | U+1D68C | ‐          | &#x1D68C; &#120460; | 等幅フォント             |
| Ⅽ      | U+216D  | 1-3-35     | &#x216D; &#8557;    | ⅽ      | U+217D  | 1-3-67     | &#x217D; &#8573;    | ローマ数字100            |

| 記号 | Unicode | JIS X 0213 | 文字参照            | 名称                                    |
| ---- | ------- | ---------- | ------------------- | --------------------------------------- |
| ᴄ    | U+1D04  | ‐          | &#x1D04; &#7428;    | LATIN LETTER SMALL CAPITAL C            |
| ᶜ    | U+1D9C  | ‐          | &#x1D9C; &#7580;    | MODIFIER LETTER SMALL C                 |
| 🄲    | U+1F132 | ‐          | &#x1F132; &#127282; | SQUARED LATIN CAPITAL LETTER C          |
| 🅒    | U+1F152 | ‐          | &#x1F152; &#127314; | NEGATIVE CIRCLED LATIN CAPITAL LETTER C |
| 🅲    | U+1F172 | ‐          | &#x1F172; &#127346; | NEGATIVE SQUARED LATIN CAPITAL LETTER C |
| 🄫    | U+1F12B | ‐          | &#x1F12B; &#127275; | CIRCLED ITALIC LATIN CAPITAL LETTER C   |

## 他の表現法
| フォネティックコード | モールス符号 |
| Charlie              | －・－・     |

|        |          | ⠉    |
| 信号旗 | 手旗信号 | 点字 |